# هارولد ثورنتون
هارولد ثورنتون (بالإنجليزية: Harold Thornton)‏ هو رسام أسترالي، ولد في 26 أغسطس 1915 في سيدني في أستراليا، وتوفي بنفس المكان في 3 أبريل 2004.